# Маркарија
Маркарија (итал. Marcaria) је насеље у Италији у округу Мантова, региону Ломбардија.
Према процени из 2011. у насељу је живело 863 становника. Насеље се налази на надморској висини од 27 м.

## Становништво
Према резултатима пописа становништва 2011. у општини је живело 6.913 становника.
| 1936.  | 1951.  | 1961. | 1971. | 1981. | 1991. | 2001. | 2011. |
| ------ | ------ | ----- | ----- | ----- | ----- | ----- | ----- |
| 11.050 | 11.538 | 9.486 | 7.936 | 7.522 | 7.187 | 6.974 | 6.913 |